# ريمون دي فريس
ريمون دي فريس (بالهولندية: Remon de Vries)‏ (6 يوليو 1979 في هولندا - ) هو لاعب كرة قدم هولندي في مركز الوسط. لعب مع أغوف أبيلدورن وهيراكليس ألميلو وWHC Wezep ‏.